# Apache OpenNLP
Apache OpenNLP（アパッチ オープンエヌエルピー）は、フリーかつオープンソースの機械学習に基づく自然言語処理 (NLP) のためのツールキットである。Apacheソフトウェア財団のトップレベルプロジェクトとして開発されている。

## 概要
OpenNLPは言語検出、トークン化、文分割、品詞タグ付け、固有表現抽出、チャンク化、構文解析、および共参照解決などの一般的なNLPタスクをサポートすることができる。これらのタスクは通常より高度なテキスト処理サービスを構築するために必要となる。